# دی‌هیدروگوسیپتین
دی‌هیدروگوسیپتین (به انگلیسی: Dihydrogossypetin) با فرمول شیمیایی C۱۵H۱۲O۸ یک ترکیب شیمیایی با شناسه پاب‌کم ۵۴۶۰۰۹۷ است. که جرم مولی آن ۳۲۰٫۲۵ g/mol می‌باشد. 